# Jatropha cuneata
Jatropha cuneata là một loài thực vật có hoa trong họ Đại kích. Loài này được Wiggins & Rollins mô tả khoa học đầu tiên năm 1943.

## Hình ảnh

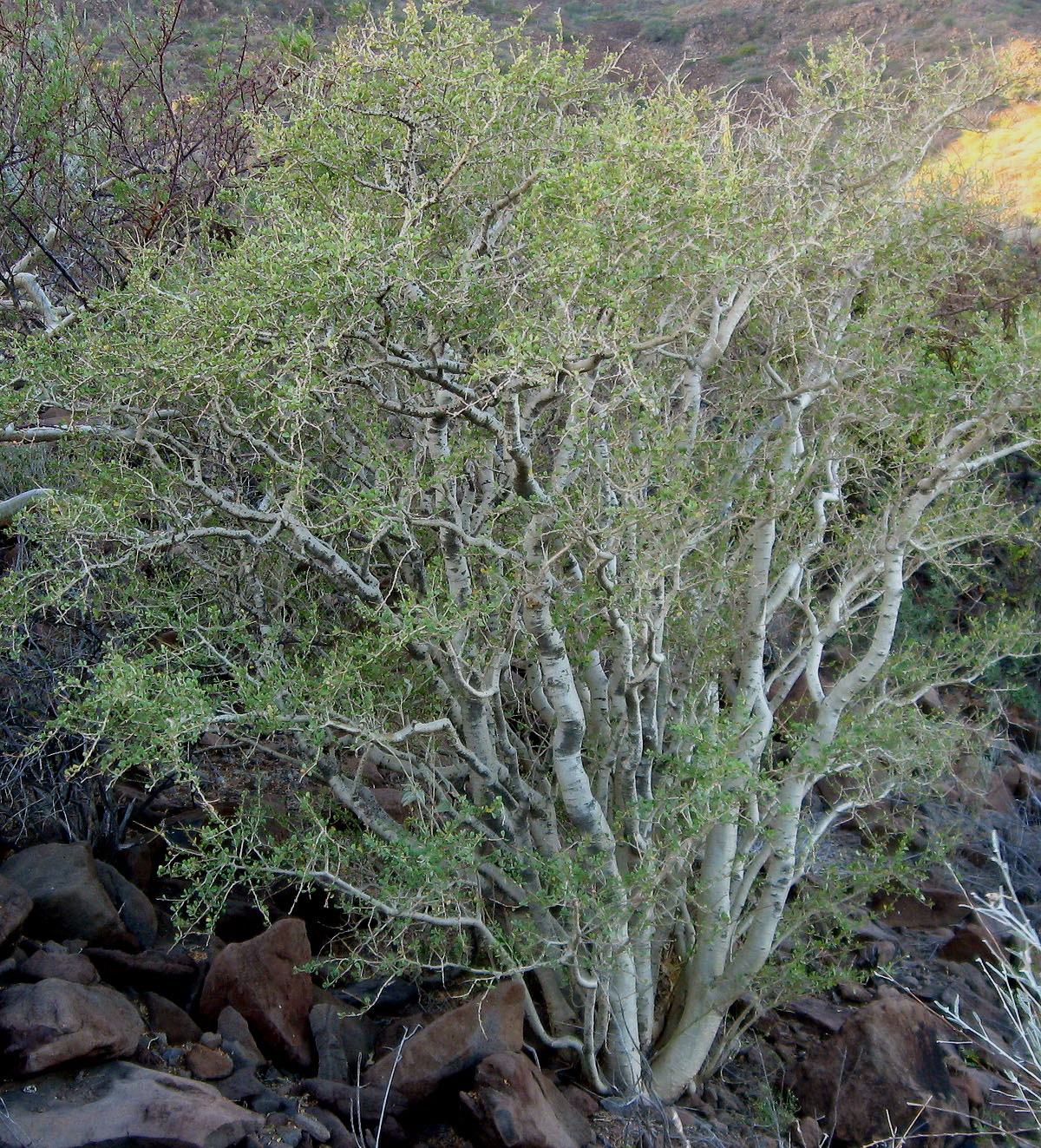